# Dogfight

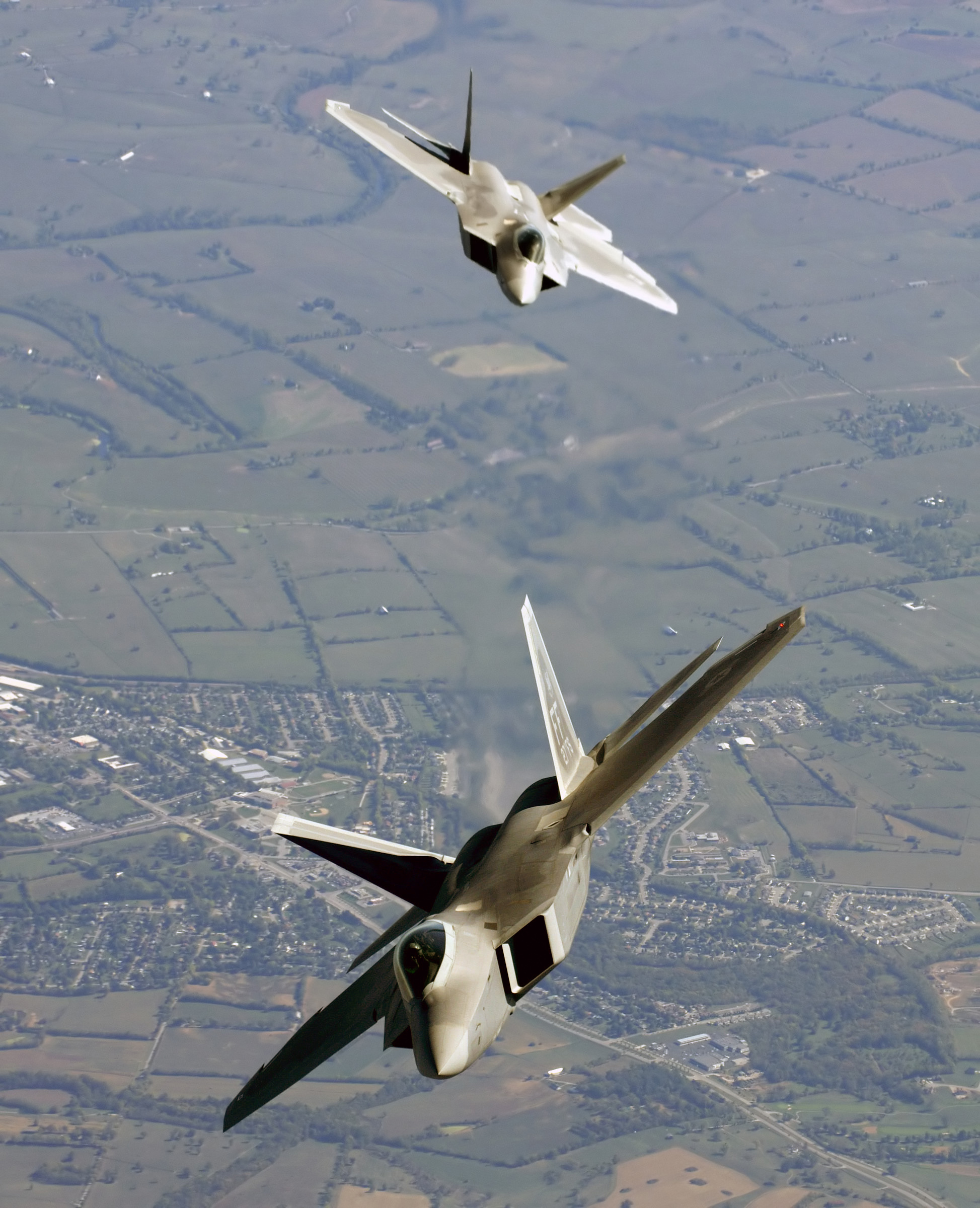
Dos cazas F-22 Raptor volando sobre Utah en su primer despliegue oficial, octubre de 2005, simulando un dogfight.

En la terminología de la aviación militar se denomina dogfight (en inglés significa «pelea de perros») al combate aéreo cercano, o combate aéreo cerrado, entre cazas. Así, se dice que dos o más aviones han protagonizado un dogfight cuando se han enfrentado en un combate aéreo cercano, empleando las llamadas "maniobras de combate aéreo" (siglas en inglés: ACM). 
Las maniobras de combate aéreo fueron inventadas por los pilotos de la Primera Guerra Mundial, que fue la primera contienda en la que se usaron los aviones como armas de un modo masivo y sistemático. 
En la Segunda Guerra Mundial el combate aéreo dejó de ser una “filigrana” de figuras acrobáticas a consistir en ataques a gran velocidad, pasada disparando y ascender rápidamente para empezar de nuevo. Más importante que la maniobrabilidad era ser lo más veloz posible y disponer de un buen armamento. Las tácticas variaban. Gran Bretaña en un principio volaba con patrullas de tres aviones, mientras que los alemanes que habían aprendido en la guerra civil española la eficacia de las parejas de aviones, más ágiles y efectivos.
A pesar de que la tecnología ha evolucionado muchísimo en el campo de la tecnología bélica aeronáutica durante las últimas décadas, los pilotos de la actualidad siguen empleando las mismas tácticas para enfrentarse en el aire que sus predecesores de La Gran Guerra.
Esto no significa que los avances técnicos no hayan afectado la naturaleza del combate aéreo. De hecho, la tecnología ha posibilitado que un piloto pueda dispararle a un avión enemigo un misil a kilómetros de distancia, empleando los avanzados radares actuales, esto se conoce como «Combate más allá del Alcance Visual» (en inglés BVR; Beyond Visual Range). Además, gracias a la toberas de empuje vectorial, la computadora del avión puede dirigir el chorro que sale por la tobera del motor, para optimizar el rendimiento del empuje suministrado y ganar maniobrabilidad. 
El combate aéreo clásico ha desaparecido. Ahora los cazas pueden localizarse a mucha distancia, gracias a los radares, información trasmitida desde tierra etc.. Sin embargo, cuando el enfrentamiento se produce a corta distancia, ya no es la tecnología la que decide el duelo, sino la pericia del piloto, quien debe colocarse por detrás de la aeronave del enemigo para poder dispararle con el cañón o los misiles de guía infrarroja (IR) de corta distancia —aunque aquí también hay cierta diferencia con el pasado, pues los últimos misiles pueden ser lanzados, al menos en teoría, desde cualquier dirección, y no necesariamente por detrás, lo cual es mucho más difícil—.
En la actualidad, y luego de las experiencias adquiridas en diversas guerras, varias fuerzas aéreas poseen escuelas dedicadas a la enseñanza e investigación de las tácticas y maniobras de combate aéreo. La más famosa de todas ellas sea probablemente la United States Navy Strike Fighter Tactics Instructor, de la marina estadounidense, fundada como consecuencia de la Guerra de Vietnam y conocida popularmente como «Top Gun».

## Términos básicos

### Tasa de giro
Es la velocidad angular del avión, el ángulo que el morro del avión recorre por cada unidad de tiempo (normalmente se expresa en grados por segundo).
La tasa de giro puede ser instantánea (instantaneous turn rate) o sostenida (sustained turn rate). La primera se refiere a la velocidad angular en un momento preciso, mientras que la segunda se refiere a la que se puede mantener indefinidamente. La velocidad a la que se debe volar para conseguir la tasa de giro sostenida máxima siempre es ligeramente menor a la necesaria para conseguir la tasa de giro instantánea máxima.
La tasa de giro es importante en combate porque es la que nos permite modificar hacia dónde apunta nuestro morro y, por tanto, las balas: cuánto más rápido pueda cambiar el piloto la dirección (o sea, girar) antes tendrá el enemigo a tiro. 

### Velocidad óptima de giro
Es la velocidad a la que el avión consigue una tasa de giro instantánea máxima. Desgraciadamente, tan pronto como empieza el viraje el avión pierde velocidad, quedando por debajo de la velocidad óptima de giro y disminuyendo su tasa de giro instantánea.
Si se lleva el avión a la velocidad necesaria para conseguir la tasa de giro sostenida máxima, se estará girando a la mayor velocidad angular posible de forma continuada, ya que, por definición, el avión puede mantener indefinidamente esa tasa de giro. Por supuesto, la potencia necesaria para conseguir la tasa de giro sostenida máxima depende del peso del avión y de la altitud, así que no se puede dar un valor único.

### Radio de giro
Es el radio del círculo que recorre el avión al girar. Depende directamente de la velocidad, por lo que cuanto más rápido se vuele mayor radio de giro se obtendrá. Esto es importante, por ejemplo, a la hora de decidir la velocidad de entrada en un cruce: una alta velocidad  permite mantener un alto estado de energía (velocidad + altitud = energía) pero al precio de hacer un viraje tan abierto, que el enemigo se coloque en la cola tan solo con ir más despacio.
La relación entre el radio de giro, la tasa de giro y la velocidad óptima de giro es dinámica, por lo que durante el combate hay que decidir según las circunstancias y la maniobra que se vaya a efectuar qué parámetro interesa maximizar.

## Tipos de persecución[2]

### Persecución adelantada
Consiste en apuntar el morro del avión por delante del enemigo. Esta posición es la única que permitirá derribarlo, ya que las balas tardan un cierto tiempo en llegar hasta el blanco y, por tanto, hay que apuntar por delante de él para compensar el espacio que avance durante el tiempo de vuelo de los proyectiles.
Según cuánto avancemos el morro por delante del enemigo, se llevará una persecución adelantada más o menos agresiva. El límite hasta el que se puede (o debe) adelantar el morro viene determinado por la visibilidad de la cabina, ya que, eventualmente, el enemigo quedará oculto por el fuselaje propio y le estaremos brindando la oportunidad de maniobrar sin ser visto.
Este tipo de persecución se utiliza para acercarse al enemigo aun cuando este vuele más rápido. Esto se consigue porque al llevar el morro adelantado se está recorriendo un círculo de menor radio y, por tanto, se gira "por dentro" del enemigo. Para mantener la persecución adelantada también hay que girar cada vez más deprisa que él, es decir, que se necesitan dos elementos: menor radio de giro y mayor tasa de giro.
Cuanto más adelantada sea la persecución, antes puede acercarse al enemigo, pero mayor carga g estaremos haciendo sufrir al avión. 
La persecución adelantada es obligatoria para efectuar disparos de seguimiento, es decir, esos en los que se sigue al enemigo en su mismo plano de giro y se le dispara una ráfaga de balas una vez en el punto de mira. Desde una posición de persecución pura o retrasada resulta imposible hacer blanco, ya que las balas quedarían por detrás de él. El problema que aparece con este tipo de persecución es que hace perder energía rápidamente porque se sufre mucha fuerza g. Si no se tiene cuidado se puede llegar a entrar en pérdida. 

### Persecución pura
Consiste en apuntar el morro directamente hacia el avión enemigo. Igual que sucede con la persecución adelantada, esta posición nos acerca al enemigo aunque no tan rápidamente. Eso sí, mientras se avance a posición pura, no se puede disparar, ya que las balas quedarán por detrás del enemigo.
La persecución pura no se utiliza por sí misma salvo como un paso intermedio entre la adelantada y la retrasada. Según la velocidad y situación respecto al enemigo, en un mismo combate iremos pasando de uno a otro tipo de persecución, y cada paso mantendrá durante unos instantes la persecución pura. También se puede utilizar como medio para acercarse al enemigo sin perder tanta velocidad como en la persecución adelantada.

### Persecución retrasada
Consiste en apuntar el morro por detrás del enemigo. Nos mantiene en un giro más relajado (menor carga g) que el blanco y evita que nos acerquemos a su avión. Esto es muy interesante, por ejemplo, para evitar adelantarlo cuando nos estemos acercando con demasiada rapidez. Así mismo, ayuda a no perder mucha velocidad (se aguantan menos fuerzas g que en cualquier otro tipo de persecución) por lo que puede ser la única opción cuando el enemigo va mucho más rápido que nosotros.
Utilizando persecución retrasada se puede mantener la posición en cola de un enemigo más lento, aunque la situación es básicamente inestable y hay que estar muy pendientes de que él no cambie el sentido de giro. Si lo hace y nos coge por sorpresa nos habrá colocado en posición de persecución adelantada, hará que nos acerquemos mucho más rápidamente de lo que preveíamos y, con un poco de suerte y si tiene menor radio de giro, conseguirá que crucemos por delante de él. 
En general, se usa la persecución retrasada para evitar sobrepasar al enemigo o para recuperar velocidad sin perder excesivamente una posición de ventaja, pero en cuanto nos encontremos en disposición de pasar a persecución adelantada deberemos aprovecharla, ya que sólo desde la posición adelantada hay opciones de acertar el disparo.